# Cornufer guppyi
Espèce
Synonymes
- Rana guppyi Boulenger, 1884
- Discodeles guppyi (Boulenger, 1884)
- Rana bufoniformis cognata Hediger, 1933

Statut de conservation UICN

 LC  : Préoccupation mineure
Cornufer guppyi est une espèce d'amphibiens de la famille des Ceratobatrachidae.

## Répartition
Cette espèce se rencontre jusqu'à 700 m d'altitude :
- en Papouasie-Nouvelle-Guinée en Nouvelle-Bretagne et à Bougainville,
- aux Salomon à Choiseul, en Nouvelle-Géorgie, à Santa Isabel, à Malaita et à Guadalcanal[1].

## Étymologie
Cette espèce est nommée en l'honneur d'Henry Brougham Guppy (1854-1926).

## Taxinomie
Cornufer guppyi Boulenger, 1884 est un synonyme de Cornufer hedigeri Brown, Siler, Richards, Diesmos & Cannatella, 2015.

## Publication originale
- Boulenger, 1884 : Diagnoses of new reptiles and batrachians from the Solomon Islands, collected and presented to the British Museum by H. B. Guppy, Esq., M.B., H.M.S. Lark. Proceedings of the Zoological Society of London, vol. 1884, p. 210-213 (texte intégral).